# Dinilysia patagonica
Dinilysia patagonica ("strašlivá ilysia/vinejš") byl druh pravěkého hada, žijícího v období geologického stupně coniak (svrchní křída, asi před 85 miliony let) na území dnešní argentinské Patagonie. Tento raný a vývojově primitivní zástupce skupiny Ophidia byl tedy současníkem dinosaurů. Vědecky jej popsal britský paleontolog Arthur Smith Woodward v roce 1901.

## Popis
Dinilysia patagonica byl vývojově primitivní had, který měl blízko předchůdci všech moderních skupin hadů. Na délku měřil asi 1,8 až 3 metry a měl typické dlouhé beznohé tělo. Je pravděpodobné, že představoval predátora, který lovil menší obratlovce a dokázal se zahrabávat pod zem. Moderní výzkum fosilií lebky za pomoci počítačové tomografie naznačuje, že tento had dokázal citlivě vnímat otřesy půdy a orientovat se podle nich. Tato schopnost byla nejspíš vlastní předchůdcům hadů i všem jejich raným zástupcům.

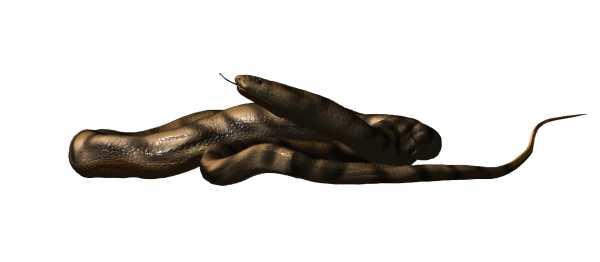
Rekonstrukce vzezření Dinilysia patagonica.